# Окункуль
Окункуль — озеро в России. Расположено на Среднем Урале, в Каслинском районе Челябинской области, в 2 километрах к северо-востоку от озера Синара. Относится к бассейну реки Синары (приток Исети).

## Этимология
Географ и топонимист Николай Иванович Шувалов, изучавший географию Челябинской области, в своей книге «От Парижа до Берлина по карте Челябинской области: Топонимический словарь» утверждает, что название озера произошло от распространённого в прошлом башкирского имени Окункул. Среди местных рыбаков также распространена легенда, что название озеро связано с рыбой окунь, которая ранее водилась там в большом изобилии.

## Описание
Площадь поверхности озера составляет 11,6 км², длина — 5 км, максимальная ширина — 3,5 км. Высота над уровнем моря — 249,4 м. Средняя глубина озера составляет 3,5 м, максимальная — 8 м. Прозрачность воды — 3,5 м.
Питание преимущественно за счёт поверхностных и подземных вод. Дно покрыто слоем ила, у берегов — песок с галькой. Берега озера преимущественно крутые, но не высокие и заболоченные; котловина неглубокая. Из водной растительности преобладает элодея. По берегам озера преимущественно произрастают смешанные леса. Из ихтиофауны преобладают карась, карп, окунь, плотва, щука, язь.
В озеро впадает река Шумиха, вблизи устья протекающая через озеро Малый Окункуль. Из озера Окункуль вытекает протока, впадающая в озеро Синара. Берега Окункуля мало заселённые, на северо-восточном берегу находится посёлок Тихомировка.
Археологические исследования 1959 года обнаружили на берегу озера поселение неолитического времени.